# Confluència

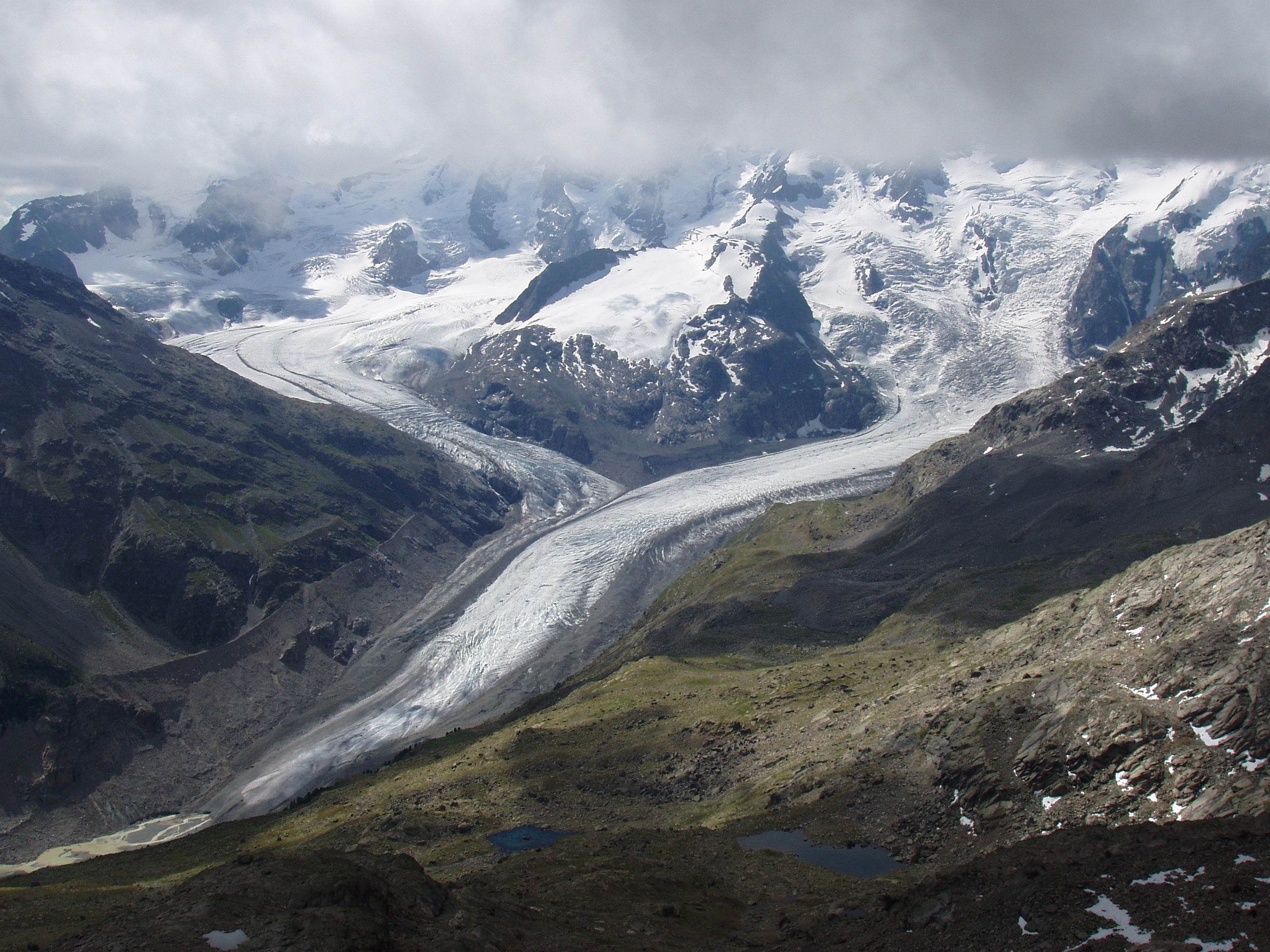
Conflent de les glaceres Morteratsch i Pers, a la Bernina

Un conflent, junyent, aiguabarreig o confluència és el lloc on s'uneixen dos o més cursos d'aigua. Generalment, un riu petit que es denomina afluent es junyeix amb un riu més llarg o més cabalós, que és el que conserva el nom en el curs d'aigua que s'origina. De vegades però, el riu rep un nom nou després del conflent, sobretot quan no es pot determinar amb claredat l'afluent més important. Un conflent no necessàriament ha d'estar format només per rius i rierols, també el poden fer glaceres, llacs, canals, etc.

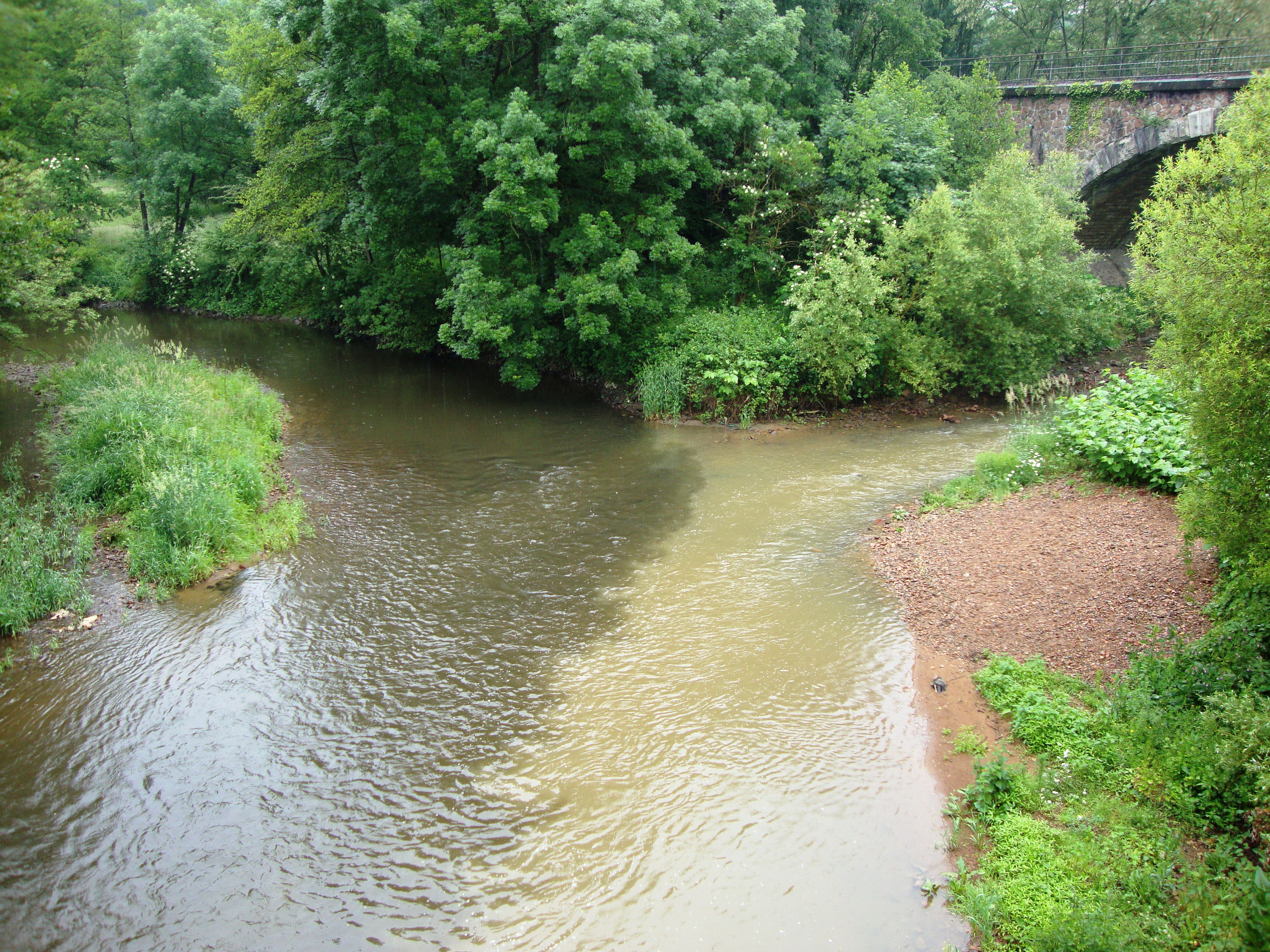
Dos petits rius (Rhins i Gand) conflueixen prop de Saint-Cyr-de-Favières.

Històricament els conflents han estat sovint punts estratègics, per les comunicacions que permeten. De vegades han estat llocs triats per a l'establiment de poblacions. Per exemple, Ripoll és a la confluència del Ter i el Freser, Mequinensa a la del Segre i l'Ebre i Hamburg a la de l'Elba, l'Alster i el Bil·le.

## Confluències notables

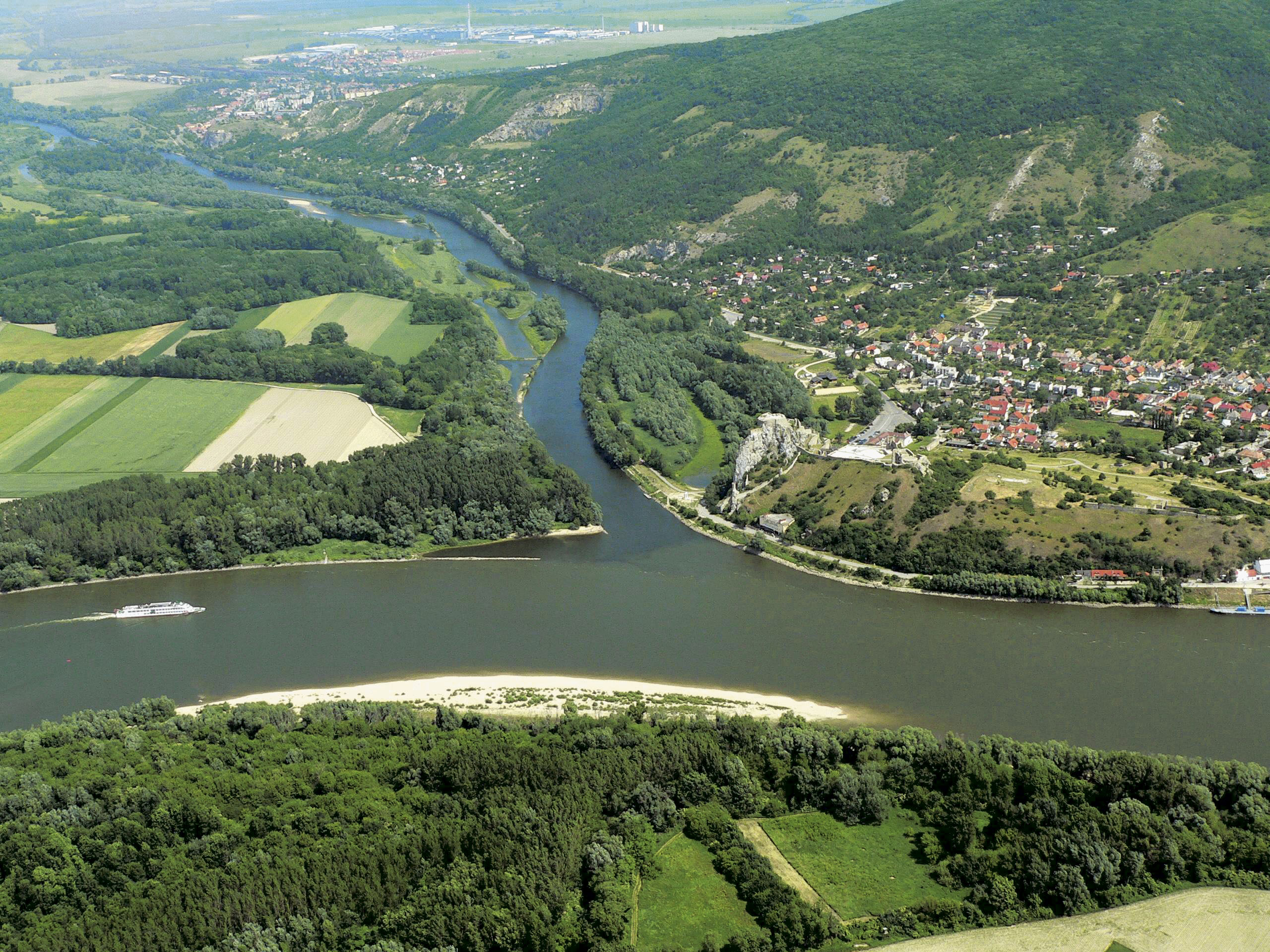
Prop de Bratislava el riu Morava s'uneix amb el Danubi.

L'Aiguabarreig, és nom que, especialment a la Franja de Ponent, designa la confluència dels rius Segre, Cinca i Ebre. 'Aiguabarreig' és també el nom emprat per a designar la Mar d'Aragó i el junyent del barranc dels Pèlags (que poc abans ha rebut l'aigua del barranc de Vidalbar) amb el riu de Montsant, al Congost de Fraguerau, al vessant nord de la serra de Montsant.
- Khartum, la capital sudanesa, és al punt on el Nil Blanc i el Nil Blau es junyeixen i formen el Nil.
- Manaus es va fundar a la confluència del Negro amb l'Amazones.
- La ciutat índia d'Allahabad és un dels llocs més sagrats de l'hinduisme perquè hi conflueixen tres rius sants: el Ganges, el Yamuna i el Sarasvatí.
  - Alhora, el Ganges es forma a Devprayag com a confluència de l'Alaknanda i el Bhagirathi.
- Belgrad és al conflent del Danubi i la Sava.
- Pittsburgh és a l'inici del riu Ohio, format en un aiguabarreig de petits rius com l'Allegheny i la Monongahela.
- Nijni Nóvgorod és al junyent del Volga i l'Okà.
- Lió és al conflent de la Saona i el Roine.
- Saint Louis és a l'aiguabarreig del Missouri i el Mississipi.